# Andargachew Messai

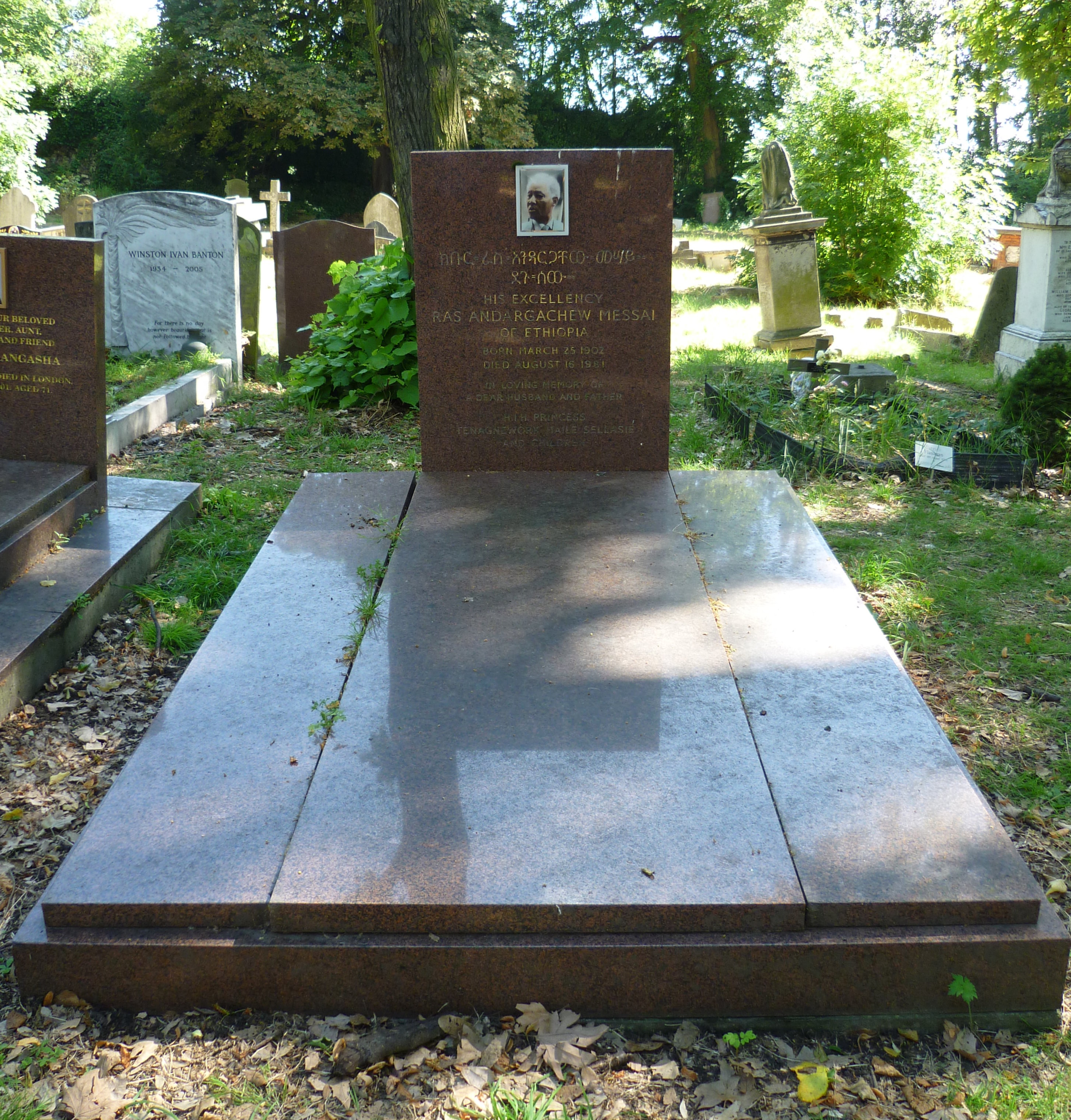
O túmulo de Andargachew Messai no Cemitério Kensal Green (julho de 2015)

Andargachew Messai (25 de março de 1902 – 16 de agosto de 1981) foi um diplomata etíope e marido da princesa Tenagnework Haile Selassie da Etiópia, a filha mais velha do imperador Haile Selassie e da imperatriz Menen Asfaw. Ele nasceu na região histórica de Shewa.
Messai morreu após sofrer com uma longa doença em Londres, no Reino Unido. Ele está enterrado no Cemitério Kensal Green.